# جگن ستاره‌ای
کارکس اچیناتا (نام علمی: Carex echinata) نام یک گونه از سرده جگن است.